# Lespesia bigeminata
Lespesia bigeminata är en tvåvingeart som först beskrevs av Charles Howard Curran 1927.  Lespesia bigeminata ingår i släktet Lespesia och familjen parasitflugor.
Artens utbredningsområde är Puerto Rico. Inga underarter finns listade i Catalogue of Life.